# Natation aux Jeux africains de 1999
Navigation
1995 2003
Les compétitions de natation aux Jeux africains de 1999 ont lieu du 12 au 18 septembre 2015, à Ellis Park à Johannesbourg, en Afrique du Sud.

## Médaillés

### Hommes
| Épreuves               | Or                                                                                       | Argent                                                                               | Bronze                                                                                    |
| Nage libre             | Nage libre                                                                               | Nage libre                                                                           | Nage libre                                                                                |
| ---------------------- | ---------------------------------------------------------------------------------------- | ------------------------------------------------------------------------------------ | ----------------------------------------------------------------------------------------- |
| 50 m                   | Brendon Dedekind 22 s 36                                                                 | Nicholas Folker 22 s 83                                                              | Salim Iles 23 s 02                                                                        |
| 100 m                  | Brendon Dedekind 50 s 50                                                                 | Salim Iles 50 s 58                                                                   | Nicholas Folker 50 s 61                                                                   |
| 200 m                  | Herman Louw 1 min 52 s 68                                                                | Glen Walshaw 1 min 55 s 85                                                           | Terence Parkin 1 min 56 s 78                                                              |
| 400 m                  | Ryno Markgraaff 4 min 6 s 93                                                             | James Willcox 4 min 8 s 00                                                           | Glen Walshaw 4 min 9 s 65                                                                 |
| 1 500 m                | Dennis Sirringhaus 16 min 17 s 53                                                        | Ryno Markgraaff 16 min 50 s 96                                                       | Herbert Junior Couacaud 16 min 59 s 31                                                    |
| Dos                    |                                                                                          |                                                                                      |                                                                                           |
| 100 m                  | Mehdi Addadi 58 s 28                                                                     | Benjamin Lo-Pinto 59 s 64                                                            | Haitham Hazem 59 s 91                                                                     |
| 200 m                  | Brett Rogers 2 min 8 s 83                                                                | George Du Rand 2 min 10 s 41                                                         | Benjamin Lo-Pinto 2 min 11 s 21                                                           |
| Brasse                 |                                                                                          |                                                                                      |                                                                                           |
| 100 m                  | Brett Petersen 1 min 2 s 63                                                              | Chris Stewart 1 min 6 s 01                                                           | Alan Ogden 1 min 8 s 08                                                                   |
| 200 m                  | Terence Parkin 2 min 16 s 29                                                             | Gregory Owen 2 min 21 s 14                                                           | Ayman Khattab 2 min 26 s 98                                                               |
| Papillon               |                                                                                          |                                                                                      |                                                                                           |
| 100 m                  | Ryan Kelly 54 s 66                                                                       | Theo Verster 54 s 75                                                                 | Mehdi Addadi 56 s 30                                                                      |
| 200 m                  | Theo Verster 2 min 4 s 69                                                                | Raazik Nordien 2 min 8 s 75                                                          | Fares Attar 2 min 10 s 11                                                                 |
| Quatre nages           |                                                                                          |                                                                                      |                                                                                           |
| 200 m                  | Theo Verster 2 min 4 s 10                                                                | Terence Parkin 2 min 7 s 97                                                          | Kenny Roberts 2 min 11 s 00                                                               |
| 400 m                  | Terence Parkin 4 min 35 s 29                                                             | Adrian Bosch 4 min 39 s 06                                                           | Kenny Roberts 4 min 46 s 26                                                               |
| Relais                 |                                                                                          |                                                                                      |                                                                                           |
| 4 × 100 m nage libre   | Afrique du Sud Brett Rogers, Brett Petersen, Ryan Kelly, Brendon Dedekind 3 min 24 s 07  | Algérie Mehdi Addadi, Fares Attar, Reda Boutaghou, Abdallah Benchekour 3 min 27 s 31 | Égypte 3 min 34 s 19                                                                      |
| 4 × 200 m nage libre   | Afrique du Sud Herman Louw, James Willcox, Ryno Markgraaff, Terence Parkin 7 min 41 s 91 | Algérie Salim Iles, Mehdi Addadi, Reda Boutaghou, Abdallah Benchekour 7 min 56 s 54  | Seychelles Kenny Roberts, Jean-Paul Adam, Benjamin Lo-Pinto, Barnsley Albert 8 min 4 s 98 |
| 4 × 100 m quatre nages | Afrique du Sud 3 min 51 s 45                                                             | Algérie Mehdi Addadi, Fares Attar, Reda Boutaghou, Salim Iles 3 min 54 s 91          | Égypte 3 min 58 s 22                                                                      |

### Femmes
| Épreuves               | Or                                                                                              | Argent                                                                                         | Bronze                           |
| Nage libre             | Nage libre                                                                                      | Nage libre                                                                                     | Nage libre                       |
| ---------------------- | ----------------------------------------------------------------------------------------------- | ---------------------------------------------------------------------------------------------- | -------------------------------- |
| 50 m                   | Rania Elwany Stacey Bowley 26 s 56                                                              | Non attribué                                                                                   | Kirsty Coventry 26 s 72          |
| 100 m                  | Charlene Wittstock 57 s 46                                                                      | Teresa Moodie 58 s 04                                                                          | Rania Elwany 58 s 12             |
| 200 m                  | Kim Van Selm 2 min 5 s 50                                                                       | Kirsten Van Heerden 2 min 6 s 15                                                               | Rania Elwany 2 min 8 s 08        |
| 400 m                  | Kim Van Selm 4 min 26 s 50                                                                      | Kirsten Van Heerden 4 min 27 s 04                                                              | Boutheina El Ouaer 4 min 40 s 03 |
| 800 m                  | Kim Van Selm 9 min 13 s 30                                                                      | Bronwyn Dedekind 9 min 19 s 04                                                                 | Maha Elmerghany 9 min 44 s 72    |
| Dos                    |                                                                                                 |                                                                                                |                                  |
| 100 m                  | Charlene Wittstock 1 min 4 s 31                                                                 | Kirsty Coventry 1 min 5 s 29                                                                   | Taryn Ternent 1 min 5 s 94       |
| 200 m                  | Mandy Loots 2 min 24 s 07                                                                       | Taryn Cokayne 2 min 25 s 60                                                                    | Mandy Leach 2 min 32 s 65        |
| Brasse                 |                                                                                                 |                                                                                                |                                  |
| 100 m                  | Penny Heyns 1 min 7 s 58                                                                        | Ziada Jardine 1 min 15 s 31                                                                    | Lauren Harvey 1 min 18 s 05      |
| 200 m                  | Penny Heyns 2 min 28 s 00                                                                       | Sarah Poewe 2 min 32 s 80                                                                      | Lauren Harvey 2 min 53 s 17      |
| Papillon               |                                                                                                 |                                                                                                |                                  |
| 100 m                  | Mandy Loots 1 min 1 s 32                                                                        | Candice Crafford 1 min 3 s 64                                                                  | Teresa Moodie 1 min 5 s 18       |
| 200 m                  | Mandy Loots 2 min 22 s 90                                                                       | Natalie Du Toit 2 min 23 s 03                                                                  | Kenza Bennaceur 2 min 33 s 54    |
| Quatre nages           |                                                                                                 |                                                                                                |                                  |
| 200 m                  | Mandy Loots 2 min 20 s 02                                                                       | Kirsty Coventry 2 min 23 s 42                                                                  | Mandy Leach 2 min 25 s 53        |
| 400 m                  | Mandy Loots 4 min 59 s 50                                                                       | Natalie Du Toit 5 min 6 s 62                                                                   | Kenza Bennaceur 5 min 29 s 60    |
| Relais                 |                                                                                                 |                                                                                                |                                  |
| 4 × 100 m nage libre   | Zimbabwe Kirsty Coventry, Tanya Gurr, Mandy Leach, Teresa Moodie 3 min 53 s 45                  | Afrique du Sud Charlene Wittstock, Stacey Bowley, Candice Crafford, Kim van Selm 3 min 54 s 31 | Égypte 4 min 11 s 06             |
| 4 × 200 m nage libre   | Afrique du Sud Kirsten van Heerden, Stacey Bowley, Bronwyn Dedekind, Kim van Selm 8 min 36 s 76 | Zimbabwe 8 min 47 s 56                                                                         | Égypte 9 min 18 s 40             |
| 4 × 100 m quatre nages | Afrique du Sud Charlene Wittstock, Penny Heyns, Mandy Loots, Stacey Bowley 4 min 11 s 57        | Zimbabwe 4 min 28 s 96                                                                         | Égypte 4 min 48 s 17             |

## Tableau des médailles
| Rang | Nation         | Or | Argent | Bronze | Total |
| ---- | -------------- | -- | ------ | ------ | ----- |
| 1    | Afrique du Sud | 30 | 20     | 3      | 53    |
| 2    | Zimbabwe       | 1  | 6      | 8      | 15    |
| 3    | Algérie        | 1  | 4      | 5      | 10    |
| 4    | Égypte         | 1  | 0      | 10     | 11    |
| 5    | Seychelles     | 0  | 1      | 4      | 5     |
| 6    | Maurice        | 0  | 0      | 1      | 1     |
| 6    | Tunisie        | 0  | 0      | 1      | 1     |
|      | Total          | 33 | 31     | 32     | 96    |

## Source
- (en) ALL AFRICA GAMES
- (en) Sportsystems meet results service: All Africa games 1999 (file :\AG99MEET.HTM, consulté le 17 mai 2000)